# Lepidochrysops skotios
Lepidochrysops skotios är en fjärilsart som beskrevs av Druce 1905. Lepidochrysops skotios ingår i släktet Lepidochrysops och familjen juvelvingar. Inga underarter finns listade i Catalogue of Life.